# 菰田潔
菰田 潔（こもだ きよし、1950年11月9日 - ）は神奈川県出身の自動車評論家。こもだ きよしというひらがな表記での活動履歴も多い。
安全運転のための講習を行う「BMW ドライバー・スクール」チーフ・インストラクター。日本自動車ジャーナリスト協会会長、日本カーオブザイヤー選考委員、日本自動車連盟交通安全委員会委員も務める。CDRアナリスト。

## 人物
20歳のときに自動車競技を始め、タイヤの試験運転手を経て30歳でフリーランスの自動車評論家となった。既婚であり、23歳の長女と 9歳の長男（いずれも2000年当時）というそれぞれ歳の離れた子供がいる。
活動内容においては輸入車、とりわけBMW（BMWジャパン）との関係が深い。

## その他
グランドハイアット東京の駐車場がエンジンを掛けたままで車輌の受け渡しをしているのは「東京都の条例違反である」と指摘、同ホテルへの抗議電子メールのやり取りをウェブサイトに公開している。
上記アイドリング行為に対しては「安全性、環境性、経済性に悪い」として執拗なまでに批判をしている。

## 著作
- BMWの運転テクニック（スコラ、1990年）
- ボクの大好きなBMW3シリーズ（三栄書房、1999年）
- BMWの運転テクニック 2002（メディアファクトリー、2002年）
- BMWの運転テクニック 2003（メディアファクトリー、2003年）
- あおり運転 被害者、加害者にならないためのパーフェクトガイド（彩流社、2020年）

## ビデオ
- 外車ドラテク指南　（立風書房、1994年）